# Conraet Roeleffs

Tekening van de Nieuwe Kerk van Roeleffs

Conraet Roeleffs (ca. 1615 -  vóór 3 december 1670), ook gespeld als Conraed Roelof(f)s, was een Nederlands schilder, die als architectuurtekenaar verantwoordelijk was voor verschillende gebouwen in de provincie Groningen. Hij wordt gezien als de vertegenwoordiger van het classicisme in Groningen.
Over zijn jeugd is niets bekend. Mogelijk was hij verwant met de Friese schilder Jan Roeleffs.
Roeloffs verkreeg in 1632 het Groningse burgerrecht en tradt vervolgens toe tot het schildersgilde van de stad. Van hem is alleen een schilderij bekend dat in 1633 in een bron wordt genoemd. In 1636 werd hij lidmaat van de gereformeerde kerk in Groningen.
Vaak wordt vermeld dat hij in 1652 opdracht zou hebben gekregen tot het maken van een ontwerp voor de Koepelkerk van Sappemeer, maar dit is waarschijnlijk onjuist, al was hij wel bij de bouw betrokken. In 1654 kreeg hij opdracht van het Groninger stadsbestuur om tekeningen te maken van de nieuwe protestantse kerken in Holland ter voorbereiding van de bouw van de Nieuwe Kerk of Noorderkerk in de noordelijke stadsuitleg. Een jaar later kreeg hij een aanstelling tot eerste 'fabrijcqmr' (fabrieksmeester: opzichter) van de provincie. Twee jaar later bleek bij een vraag om verhoging van zijn traktement hiervoor dat hij zijn schilderswerkzaamheden hiervoor moest opgeven. In 1658 maakte hij het ontwerp van de verbouwde Kerk van Rottum en in 1663 van de nieuwe toren van de kerk van Veendam. In 1660 kreeg hij opdracht om de stenen voor de nieuwe Italiaanse marmervloer van het provinciehuis over te laten komen uit Amsterdam. In die tijd was hij ook betrokken bij de bouw van de Nieuwe Kerk. In 1661 ontwierp hij de Waag in Groningen.
Bij zijn dood in 1670 werd hij als fabrieksmeester opgevolgd door Johannes Tideman.

## Trivia
- Volgens sommigen zou hij in 1656 mogelijk het ontwerp van de nieuwe bovenbouw van de Buiten-Apoort hebben geleverd en ook het ontwerp van het 'huis met de draken' (Vismarkt 21-23), dat in de 20e eeuw gesloopt werd, maar hiervoor is geen bron overgeleverd.[4]